# 古村孝志
古村 孝志（ふるむら たかし、1963年 - ）は、日本の地震学者。東京大学地震研究所教授。元日本地震学会副会長、東京大学地震研究所所長。

## 学歴
- 1976年3月：小矢部市立石動小学校卒業
- 1979年3月：小矢部市立石動中学校卒業
- 1982年3月：富山県立高岡高等学校理数科卒業[2]
- 1987年3月：北海道大学理学部地球物理学科卒業
- 1989年3月：北海道大学理学研究科地球物理学専攻修士課程修了
- 1992年3月：北海道大学理学研究科地球物理学専攻博士課程修了

## 職歴
- 1992年5月：北海道教育大学教育学部岩見沢校助手[2]
- 1993年4月：北海道教育大学教育学部岩見沢校講師
- 1994年10月：北海道教育大学教育学部岩見沢校助教授
- 2000年5月：東京大学地震研究所地震火山災害部門助教授
- 2008年3月：東京大学地震研究所地震火山災害部門教授
- 2008年4月：東京大学大学院情報学環総合防災情報研究センター教授
- 2015年4月：東京大学地震研究所災害科学系研究部門教授
- 2016年5月：日本地震学会理事（副会長）
- 2023年4月：東京大学地震研究所所長

## 在外研究
- 1995年5月 - 1996年10月：オーストラリア国立大学地球科学研究所訪問研究員（JSPS海外派遣研究者）
- 1997年8月 - 1998年1月：オーストラリア国立大学地球科学研究所訪問研究員（文部省在外研究員）[2]

## 書籍
- 古村孝志 伊藤喜宏 辻健 (2011年6月). 東日本大震災を解き明かす. NHK出版. ISBN 9784140814802

## 論文・予稿・寄稿文
- 古村孝志「Pseudospectral法による理論地震記象の研究」北海道大学 博士論文甲第2995号、1992年、NAID 500000085231。
- 古村孝志, 森谷武男「微動及び地震観測用デジタルレコーダの試作」『地震 第2輯』第41巻第3号、日本地震学会、1988年、431-435頁、doi:10.4294/zisin1948.41.3_431、ISSN 0037-1114、NAID 130006787515。
- 竹中博士, 古村孝志, 大島弘光「P38 マグマ溜りが地震波形に及ぼす影響」『日本火山学会講演予稿集』第1991巻、日本火山学会、1991年、176頁、doi:10.18940/vsj.1991.2.0_176、ISSN 2433-5320、NAID 110003000065。
- 古村孝志, 竹中博士, 二宮市三「高速ハートレ変換は高速フーリエ変換を越えるか-」『日本応用数理学会論文誌』第3巻第3号、日本応用数理学会、1993年、245-255頁、doi:10.11540/jsiamt.3.3_245、ISSN 09172246、NAID 110001883551。
- 古村孝志, 纐纈一起「数値シミュレーションで見る兵庫県南部地震の強震動」『物理探査学会学術講演会講演論文集』第95巻、1996年10月、90-94頁、NAID 10002838013。
- 古村孝志「北海道・東北日本で見られる地震波の伝播・減衰異常」『日本地震学会講演予稿集』第1998巻、1998年10月、NAID 10002585907。
- 古村美津子, 古村孝志「十勝平野の地震動応答 -伝播経路の影響-」『日本地震学会講演予稿集』第1998巻第2号、1998年10月、NAID 10002585908。
- 古村孝志, 纐纈一起, 坂上実, 山中佳子, 高橋正義「2000年伊豆諸島群発地震における式根島の震度異常と地盤増幅特性」『地震 第2輯』第54巻第2号、日本地震学会、2001年、299-308頁、doi:10.4294/zisin1948.54.2_299、ISSN 0037-1114、NAID 130006787734。
- 纐纈一起, 古村孝志「2001年芸予地震の強震動分布と深部地下構造」『地震. 2輯』第55巻第2号、日本地震学会、2002年10月、97-105頁、doi:10.4294/zisin1948.55.2_97、ISSN 00371114、NAID 10010429048。
- 古村孝志「1038 日本列島の地震波動伝播と強震動の大規模数値シミュレーション」『計算力学講演会講演論文集』第2003巻、日本機械学会、2003年、987-988頁、doi:10.1299/jsmecmd.2003.16.987、NAID 110002489373。
- 古村孝志, 中村操「1944年東南海地震記録の復元と関東の長周期地震動」『物理探査』第59巻第4号、物理探査学会、2006年、337-351頁、doi:10.3124/segj.59.337、ISSN 0912-7984、NAID 130004487387。
- 古村孝志「関東平野での長周期地震動の生成メカニズム」『JSSC : 日本鋼構造協会機関誌』第60巻、2006年4月、16-18頁、ISSN 03899020、NAID 10018574456。
- 古村孝志, 竹内宏之「首都圏直下の地震と強震動 : 安政江戸地震と明治東京地震」『地學雜誌』第116巻第3号、東京地学協会、2007年8月、431-450頁、doi:10.5026/jgeography.116.3-4_431、ISSN 0022135X、NAID 10025676811。
- 古村孝志「首都直下の大地震に備えて」『常設研究会資料』第510号、日本証券経済倶楽部、2007年10月、1-16頁、NAID 40015617162。
- 古村孝志「関東平野の長周期地震動を可視化する(<連載>謎を可視化する-24)」『建築雑誌』第1569号、日本建築学会、2007年12月、44-45頁、ISSN 00038555、NAID 110006546408。
- 古村孝志「大地震の強震動シミュレーション」『自然災害科学』第27巻第3号、日本自然災害学会、2008年11月、268-274頁、ISSN 02866021、NAID 110007028656。
- 今井健太郎, 佐竹健治, 古村孝志「南海トラフで発生する地震による四国南部沿岸での津波継続特性」『土木学会論文集B2(海岸工学)』第65巻第1号、土木学会、2009年、281-285頁、doi:10.2208/kaigan.65.281、ISSN 1884-2399、NAID 130004550349。
- 古村孝志「地球シミュレータによる地震波伝播と強震動シミュレーションと今後の展望」『計算工学』第16巻第1号、日本計算工学会、2011年1月、2476-2479頁、ISSN 13417622、NAID 10027840194。
- 古村孝志「東北地方太平洋沖地震の強震動と巨大津波の発生メカニズム」『安全工学』第50巻第6号、安全工学会、2011年12月、354-359頁、doi:10.18943/safety.50.6_354、ISSN 05704480、NAID 10030152775。
- 古村孝志「東海・東南海・南海地震，そして首都直下地震－わかったこと・わからないこと」『生産研究』第64巻第5号、東京大学生産技術研究所、2012年、691-696頁、doi:10.11188/seisankenkyu.64.691、ISSN 0037-105X、NAID 130003368386。
- 古村孝志, 武村俊介, 前田拓人「地球シミュレータによる3次元不均質媒質中を伝播する広帯域地震動シミュレーション」『Annual report of the Earth Simulator Center』、Earth Simulator CenterJapan Agency for Marine-Earth Science, Technology、2012年4月、85-92頁、ISSN 1348-5822、NAID 40020577175。
- 大堀道広, 川谷和夫, 田嶋佐和, 高橋成実, 金田義行, チタクセチキン, 中村武史, 坂上実, 武村俊介, 古村孝志, 竹本帝人, 岩井一央, 久保篤規「高知市街地の浅層地盤モデルの構築」『日本地震工学会論文集』第13巻第1号、日本地震工学会、2013年、52-70頁、doi:10.5610/jaee.13.52、NAID 130003376254。
- 金井則之, 本橋英樹, 野中哲也, 中村真貴, 古村孝志, 原田隆典「工場内津波浸水予測および対策への広域3D津波シミュレーションの適用」『土木学会論文集B3（海洋開発）』第71巻第2号、土木学会、2015年、I_515-I_520、doi:10.2208/jscejoe.71.I_515、NAID 130005097514。
- 地引泰人, 大原美保, 田中淳, 古村孝志「東日本大震災における高速道路走行中の運転者の行動に関する分析」『地域安全学会論文集』第26巻、地域安全学会、2015年、27-35頁、doi:10.11314/jisss.26.27、ISSN 1345-2088、NAID 130005893149。
- 原田智也, 佐竹健治, 古村孝志, 室谷智子「1944年東南海地震(M7.9)の震度分布 : 発生直後に行われたアンケート調査資料の再検討」『東京大学地震研究所彙報』第92巻第1号、東京大学地震研究所、2017年、1-30頁、ISSN 0040-8972、NAID 120006368197。
- 原田智也, 西山昭仁, 佐竹健治, 古村孝志「明応七年六月十一日（1498年6月30日）の日向灘大地震は存在しなかった:--『九州軍記』の被害記述の検討--」『地震 第2輯』第70巻、日本地震学会、2017年、89-107頁、doi:10.4294/zisin.2016-13、ISSN 0037-1114、NAID 130006068850。
- 原田智也, 佐竹健治, 古村孝志, 室谷智子「1944年東南海地震(M7.9)の震度分布(2)調査票の欄外に記された被害と諸現象の特徴」『東京大学地震研究所彙報』第93巻第2号、東京大学地震研究所、2018年、15-30頁、ISSN 0040-8972、NAID 120006623647。
- 大石裕介, 古村孝志, 今村文彦, 山下啓, 菅原大助「南海トラフ巨大地震による津波の東京湾周辺での振動特性」『土木学会論文集Ｂ2（海岸工学）』第74巻第2号、土木学会、2018年、I_205-I_210、doi:10.2208/kaigan.74.I_205、ISSN 1884-2399、NAID 130007504061。
- 古村孝志「2015年5月30日小笠原諸島西方沖深発地震と異常震域の謎」『地震ジャーナル』第66号、地震予知総合研究振興会、2018年12月、40-50頁、ISSN 0912-5779、NAID 40021766065。
- 大石裕介, 永山実幸, 古村孝志, 今村文彦, 三原宜輝, 牧野嶋文泰, 山下啓, 東山孝生, 後藤知範, 大村誠「スマートフォンアプリによるリアルタイム災害情報を活用した津波避難の有効性と課題」『土木学会論文集Ｂ2（海岸工学）』第75巻第2号、土木学会、2019年、I_1381-I_1386、doi:10.2208/kaigan.75.I_1381、ISSN 1884-2399、NAID 130007730233。